# Nhà máy điện hạt nhân Kashiwazaki-Kariwa
Nhà máy điện hạt nhân Kashiwazaki-Kariwa  (柏崎刈羽原子力発電所 Kashiwazaki-Kariwa genshiryoku-hatsudensho, Kashiwazaki-Kariwa NPP)  là một cơ sở điện hạt nhân lớn, hiện đại (nhà máy điện hạt nhân đầu tiên trên thế giới sử dụng công nghệ ABWR) nằm trên một địa điểm có diện tích 4,2 km2  thuộc các thị trấn Kashiwazaki và Kariwa ở tỉnh Niigata, Nhật Bản trên bờ biển Nhật Bản, nơi cung cấp nước làm mát. Nhà máy được sở hữu và vận hành bởi Công ty Điện lực Tokyo (TEPCO).
Đây là nhà máy điện hạt nhân lớn nhất thế giới theo xếp hạng công suất lắp đặt.
Sau trận động đất ngày 11 tháng 3 năm 2011, tất cả nhà máy đã ngừng hoạt động và việc cải thiện an toàn đang được tiến hành. Tính đến  tháng 5 năm 2019, không có đơn vị nào được khởi động lại và thời điểm nhà máy trở lại hoạt động vẫn chưa rõ.

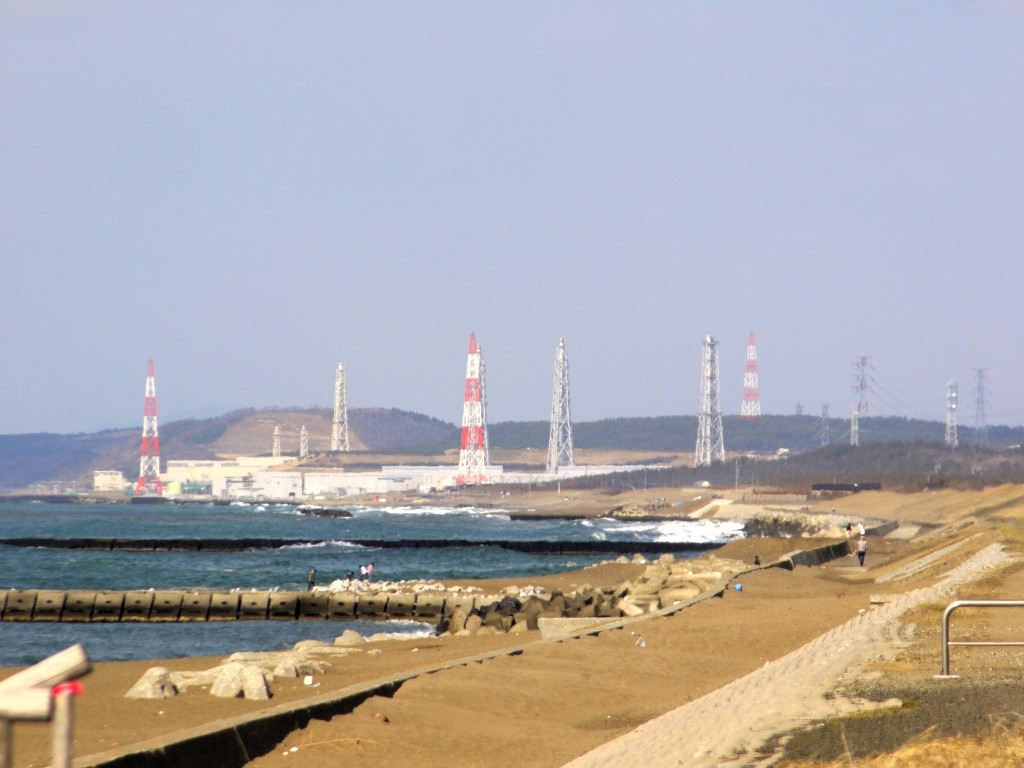
Nhà máy điện hạt nhân Kashiwazaki-Kariwa, nhà máy hạt nhân với bảy tổ máy, nhà máy điện hạt nhân lớn nhất thế giới, đã ngừng hoạt động hoàn toàn trong 21 tháng sau trận động đất năm 2007

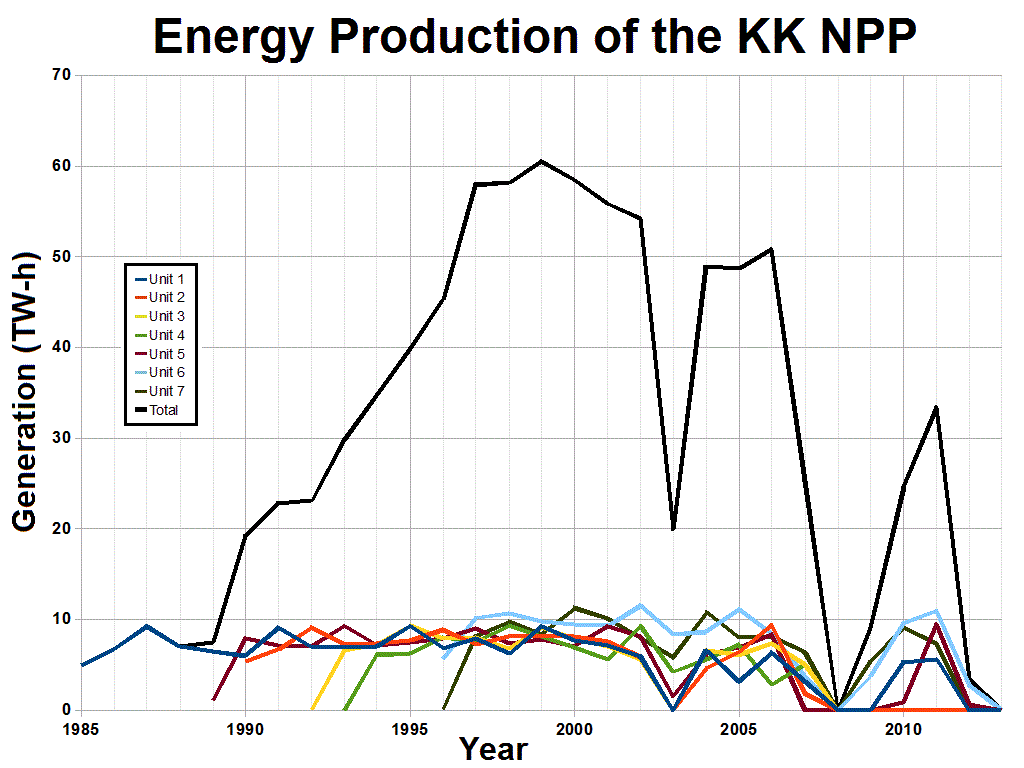
Mặc dù thường xuyên thay đổi hiệu suất từ năm này sang năm khác do ngừng hoạt động thường xuyên, toàn bộ nhà máy hoạt động với công suất gần như liên tục cho đến khi các sự kiện diễn ra trên toàn nhà máy vào những năm 2000.

|                                  | KK - 1     | KK - 2     | KK - 3     | KK - 4    | KK - 5    | KK - 6                 | KK - 7                 |
| -------------------------------- | ---------- | ---------- | ---------- | --------- | --------- | ---------------------- | ---------------------- |
| Loại lò phản ứng                 | BWR        | BWR        | BWR        | BWR       | BWR       | ABWR                   | ABWR                   |
| Công suất ròng (MW)              | 1.067      | 1.067      | 1.067      | 1.067     | 1.067     | 1.315                  | 1.315                  |
| Tổng công suất (MW)              | 1.100      | 1.100      | 1.100      | 1.100     | 1.100     | 1.357                  | 1.357                  |
| Bắt đầu xây dựng                 | 5/6/1980   | 18/11/1985 | 7/3/1989   | 5/3/1990  | 20/6/1985 | 3/11/1992              | 1/7/1993               |
| Quan trọng đầu tiên              | 12/12/1984 | 30/11/1989 | 19/10/1992 | 1/11/1993 | 20/7/1989 | 18/12/1995             | 1/11/1996              |
| Ngày ủy ban                      | 18/9/1985  | 28/9/1990  | 11/8/1993  | 11/8/1994 | 10/4/1990 | 7/11/1996              | 2/7/1997               |
| Chi phí lắp đặt (1.000 yên / kW) | 330        | 360        | 310        | 310       | 420       | 310                    | 280                    |
| Nhà cung cấp lò phản ứng / NSSS  | Toshiba    | Toshiba    | Toshiba    | Máy in    | Máy in    | Hitachi / Toshiba / GE | Hitachi / Toshiba / GE |

| Năm  | Unit 1 | Unit 2 | Unit 3 | Unit 4 | Unit 5 | Unit 6 | Unit 7 | Total  |
| ---- | ------ | ------ | ------ | ------ | ------ | ------ | ------ | ------ |
| 1985 | 4.960  |        |        |        |        |        |        | 4.960  |
| 1986 | 6.704  |        |        |        |        |        |        | 6.704  |
| 1987 | 9.195  |        |        |        |        |        |        | 9.195  |
| 1988 | 6.960  |        |        |        |        |        |        | 6.960  |
| 1989 | 6.442  |        |        |        | 1.041  |        |        | 7.484  |
| 1990 | 5.987  | 5.386  |        |        | 7.911  |        |        | 19.284 |
| 1991 | 9.032  | 6.642  |        |        | 7.093  |        |        | 22.767 |
| 1992 | 6.958  | 9.047  | 0.053  |        | 6.977  |        |        | 23.035 |
| 1993 | 6.874  | 7.213  | 6.488  | 0.012  | 9.238  |        |        | 29.825 |
| 1994 | 7.020  | 7.291  | 7.264  | 6.040  | 7.155  |        |        | 34.771 |
| 1995 | 9.235  | 7.697  | 9.254  | 6.182  | 7.508  |        |        | 39.877 |
| 1996 | 6.814  | 8.811  | 7.922  | 8.068  | 7.906  | 5.663  | 0.058  | 45.242 |
| 1997 | 7.900  | 7.284  | 8.016  | 7.517  | 8.919  | 10.161 | 8.128  | 57.926 |
| 1998 | 6.176  | 8.142  | 6.748  | 9.259  | 7.353  | 10.702 | 9.716  | 58.095 |
| 1999 | 9.199  | 8.209  | 9.028  | 8.142  | 7.772  | 9.710  | 8.445  | 60.505 |
| 2000 | 7.715  | 8.140  | 7.945  | 6.919  | 7.043  | 9.412  | 11.240 | 58.413 |
| 2001 | 7.071  | 7.595  | 6.986  | 5.591  | 9.199  | 9.270  | 10.078 | 55.790 |
| 2002 | 5.906  | 5.866  | 5.576  | 9.240  | 8.191  | 11.504 | 7.990  | 54.273 |
| 2003 | 0.000  | 0.000  | 0.000  | 4.186  | 1.503  | 8.401  | 5.778  | 19.869 |
| 2004 | 6.497  | 4.660  | 6.550  | 5.624  | 6.135  | 8.635  | 10.805 | 48.906 |
| 2005 | 3.126  | 6.388  | 6.062  | 7.192  | 6.853  | 11.126 | 7.977  | 48.725 |
| 2006 | 6.299  | 9.331  | 7.331  | 2.817  | 8.400  | 8.447  | 8.166  | 50.792 |
| 2007 | 3.165  | 1.830  | 5.054  | 5.061  | 0.0    | 3.758  | 6.358  | 25.226 |
| 2008 | 0.0    | 0.0    | 0.0    | 0.0    | 0.0    | 0.0    | 0.0    | 0.0    |
| 2009 | 0.0    | 0.0    | 0.0    | 0.0    | 0.0    | 3.654  | 5.366  | 9.02   |
| 2010 | 5.291  | 0.0    | 0.0    | 0.0    | 0.780  | 9.522  | 9.034  | 24.627 |
| 2011 | 5.606  | 0.0    | 0.0    | 0.0    | 9.402  | 10.960 | 7.349  | 33.317 |
| 2012 | 0.0    | 0.0    | 0.0    | 0.0    | 0.0    | 0.0    | 0.0    | 0.0    |
| 2013 | 0.0    | 0.0    | 0.0    | 0.0    | 0.0    | 0.0    | 0.0    | 0.0    |
| 2014 | 0.0    | 0.0    | 0.0    | 0.0    | 0.0    | 0.0    | 0.0    | 0.0    |
| 2015 | 0.0    | 0.0    | 0.0    | 0.0    | 0.0    | 0.0    | 0.0    | 0.0    |
| 2016 | 0.0    | 0.0    | 0.0    | 0.0    | 0.0    | 0.0    | 0.0    | 0.0    |

### Nhiên liệu
Tất cả các lò phản ứng sử dụng uranium có độ làm giàu thấp làm nhiên liệu hạt nhân; tuy nhiên, đã có kế hoạch do TEPCO soạn thảo để sử dụng nhiên liệu MOX trong một số lò phản ứng với sự cho phép của Ủy ban Năng lượng nguyên tử Nhật Bản (JAEC). Một cuộc trưng cầu dân ý ở làng Kariwa năm 2001 đã bỏ phiếu 53% chống lại việc sử dụng nhiên liệu mới. Sau vụ bê bối chỉnh sửa dữ liệu của TEPCO năm 2002, chủ tịch lúc đó, Nobuya Minami, tuyên bố rằng kế hoạch sử dụng nhiên liệu MOX tại nhà máy KK sẽ bị đình chỉ vô thời hạn. 

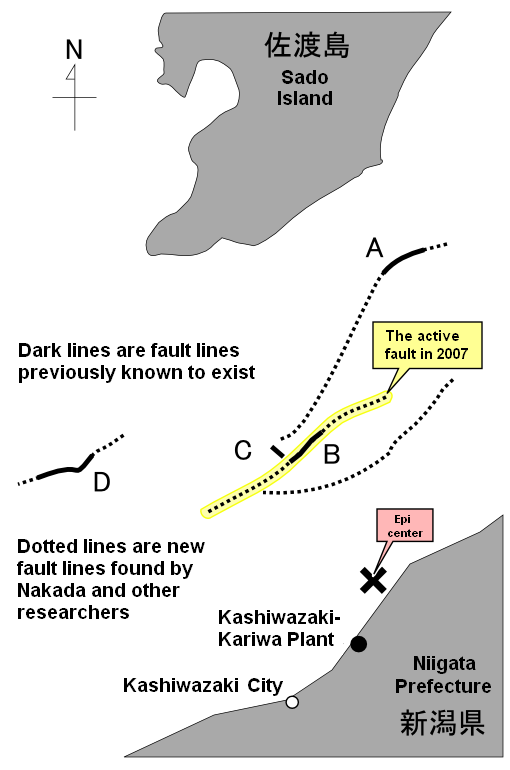
Các đường đứt gãy ngoài khơi gần nhà máy. Một số lỗi được phát hiện thông qua nghiên cứu sau trận động đất lớn trong khi một số đã được biết trước đó.

Một sơ đồ trên trang web của TEPCO cho thấy vị trí và (thường) đọc từ các máy dò bức xạ và máy đo tốc độ. Trong hình ảnh này, từ vài giờ sau trận động đất, tất cả các máy dò đều hiển thị thông báo lỗi.